# James Huth
James Huth (Londra, 29 agosto 1966) è un regista e sceneggiatore britannico naturalizzato francese.

## Biografia
Nato nel borgo londinese di Sutton, Huth dirige i suoi primi cortometraggi dal 1992 al 1993 con Télécommandes e Big Dream con l'attrice Elise Tielrooy. Nel 1998 dirige il suo primo film Serial Lover con Michèle Laroque e Albert Dupontel.

## Filmografia

### Regista e sceneggiatore
- Télécommandes - cortometraggio (1992)
- Big Dream - cortometraggio (1993)
- Serial Lover (1998)
- Brice de Nice (2005)
- Hellphone (2007)
- Lucky Luke (2009)
- Per fortuna che ci sei (Un bonheur n'arrive jamais seul) (2012)
- Brice contro Brice (Brice 3) (2016)
- Rendez-vous chez les Malawas (2019)
- Le nouveau jouet (2022)